# الحياة السياسية في إنجلترا

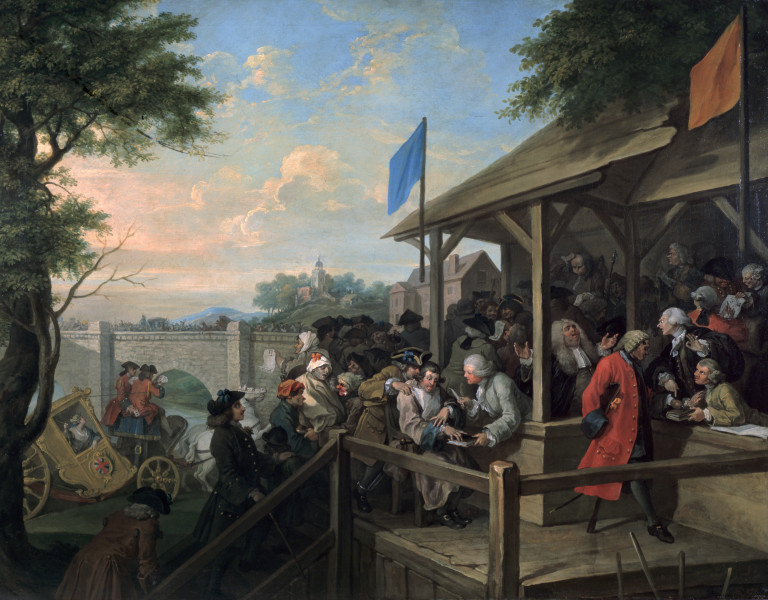

تشكل الحياة السياسية في إنجلترا الجزء الأكبر من الحياة السياسية الأوسع نطاقًا للمملكة المتحدة، باعتبار إنجلترا أكثر اكتظاظًا بالسكان من جميع البلدان الأخرى في المملكة المتحدة مجتمعة. ونظرًا لأن إنجلترا أيضًا هي الأكبر من حيث المساحة والناتج المحلي الإجمالي، فإن علاقتها بالمملكة المتحدة تختلف إلى حد ما عن علاقة كل من اسكتلندا أو ويلز أو أيرلندا الشمالية. عاصمة إنجلترا «لندن» هي أيضًا عاصمة المملكة المتحدة، واللغة الإنجليزية هي اللغة السائدة في المملكة المتحدة (ليس رسميًا، ولكن بحكم الأمر الواقع). يذكر كتاب «دايسي وموريس» (ص 26) الدول المنفصلة في الجزر البريطانية: كل من «إنجلترا، واسكتلندا، وأيرلندا الشمالية، وجزيرة مان، وجيرسي، وغيرنزي، وألدرني، وسارك.... هي دولة منفصلة من حيث القانون الدولي الخاص بكل منها، على الرغم من أنه لا تشكل أي منهن دولةً معروفة للقانون الدولي العام». ولكن قد يتفاوت ذلك حسب القانون.
المملكة المتحدة هي دولة واحدة في مفهوم قانون سندات التبادل لعام 1882. بريطانيا العظمى هي دولة مستقلة في مفهوم قانون الشركات لعام 1985. تقليديًا، كان الكتّاب يشيرون إلى الوحدة القانونية أو دولة إنجلترا وويلز باسم «إنجلترا»، على الرغم من أن هذا الاستخدام أصبح غير مقبول سياسيًا خلال العقود القليلة الماضية. يقع برلمان المملكة المتحدة في لندن، وكذلك مراكز الإدارة العامة وخزينة صاحبة الجلالة ومعظم المقرّات الرسمية للملكية. بالإضافة إلى ذلك، يُعرف مصرف الدولة في المملكة المتحدة باسم «مصرف إنجلترا».
على الرغم من ارتباطها بإنجلترا لبعض الأغراض، فإن كلًا من جزيرة مان، وجيرسي، وغيرنزي لها برلمانات خاصة بها، وليست جزءًا من المملكة المتحدة أو الاتحاد الأوروبي أو إنجلترا.
قبل انضمامها إلى الاتحاد الأوروبي، كان يحكم إنجلترا، في عام 1707، ملكية وبرلمان إنجلترا. منذ دخولها في الاتحاد الأوروبي، لم تملك إنجلترا حكومةً خاصةً بها.

## التاريخ

### الحياة السياسية قبل الاتحاد الأوروبي
تعود أصول البرلمان الإنجليزي إلى مجالس الويتناغمو الأنجلو سكسونية. يقول هوليستر عن ذلك:
في عصر يفتقر إلى التعاريف الدقيقة للعلاقات الدستورية، فإن العرف الراسخ بأن الملك يحكم البلاد بالتشاور مع رجال «الويتان»، والذي تنطوي عليه كل وثيقة ملكية مهمة تقريبًا من تلك الفترة، يجعل من مجالس الويتناغمو واحدة من المؤسسات السياسية الأساسية في إنجلترا في العصر الأنجلو سكسوني.
في عام 1066، أنشأ وليام نورماندي نظامًا إقطاعيًا، إذ كان يطلب مشورة مجلس من ملّاك الأراضي والكنسيين قبل أن يسن القوانين. في عام 1215، نجح ملاك الأراضي في تأمين «الوثيقة العظمى» من الملك جون، التي أقرت بأنه لا يجوز للملك فرض أو تحصيل أي ضرائب (باستثناء الضرائب الإقطاعية التي اعتادوا عليها بحلول ذلك الوقت)، إلا في حال موافقة مجلسه الملكي، المجلس الذي تطور ببطء ليصبح برلمانًا.
في عام 1265، استدعى سيمون دو مونفور، إيرل ليستر السادس، أول برلمان مُنتخب. كان حق الاقتراع في الانتخابات البرلمانية موحدًا في جميع دوائر المقاطعات في البلاد، وامتد ليشمل جميع الذين لديهم ملكية مطلقة للأراضي بإيجار سنوي يبلغ 40 شلن. اختلفت حقوق الاقتراع ضمن الأقاليم المستقلة عبر البلاد؛ فكان لكل منها ترتيبات مختلفة.